# Antonio Bacci
Antonio Bacci (Giugnola, 4 de setembre de 1885-Vaticà, 20 de gener de 1971) cardenal italià, encarregat del secretariat de la correspondència a prínceps i les cartes en llatí de 1931 a 1960. Fou ordenat cardenal després per Joan XXIII a Sant'Eugenio.

## Biografia
Va néixer a prop de Florència i fou ordenat sacerdot el 9 d'agost de 1909. Del 1910 al 1922 va servir com a professor i director espiritual al seminari fiorentí i entrà a la Secretaria d'Estat de la Santa Seu com expert en llatí. Durant 31 anys es va encarregar de documents llatins durant els papats del Pius XI, Pius XII i Joan XXIII.

## Favorable al llatí a la missa
És conegut sobretot pel seu paper a la Intervenció d'Ottaviani, on es va oposar a la introducció de les llengües pròpies de cada territori a la missa aportant un estudi de molts teòlegs encapçalat per Marcel Lefebvre, on afirmava que l'abandonament del llatí anava en contra del que s'havia acordat a la sessió 22 del Concili de Trento i en contra de les veritats en les quals creien molts cristians.

## Obra seleccionada
- Lexicon Eorum Vocabulorum Quae Difficilius Latine Redduntur, diccionari amb termes moderns com gummis salivaria ("xiclet"), barbara saltatio ("twist"), o diurnarius scriptor ("reporter de diari").[2][4]